# Zheng Bo
Pour les articles homonymes, voir Zheng (homonymie).
Dans ce nom chinois, le nom de famille, Zheng, précède le nom personnel.
Zheng Bo est un joueur de badminton chinois né le 26 novembre 1983 dans la province du Hunan.
En 2003 à Birmingham, il est médaillé de bronze mondial avec Sang Yang en double messieurs. Il obtient aux Championnats du monde de badminton 2010 à Paris la médaille d'or en double mixte avec Ma Jin.